# Каяма (Каліфорнія)
Каяма (англ. Cuyama) — переписна місцевість (CDP) в США, в окрузі Санта-Барбара штату Каліфорнія. Населення — 37 осіб (2020).

## Географія
Каяма розташована за координатами 34°55′52″ пн. ш. 119°36′54″ зх. д. / 34.93111° пн. ш. 119.61500° зх. д. (34.931057, -119.614880).  За даними Бюро перепису населення США в 2010 році переписна місцевість мала площу 1,19 км², з яких 1,17 км² — суходіл та 0,01 км² — водойми.

### Клімат
| Клімат : Каяма        | Клімат : Каяма | Клімат : Каяма | Клімат : Каяма | Клімат : Каяма | Клімат : Каяма | Клімат : Каяма | Клімат : Каяма | Клімат : Каяма | Клімат : Каяма | Клімат : Каяма | Клімат : Каяма | Клімат : Каяма | Клімат : Каяма |
| Показник              | Січ.           | Лют.           | Бер.           | Квіт.          | Трав.          | Черв.          | Лип.           | Серп.          | Вер.           | Жовт.          | Лист.          | Груд.          | Рік            |
| Середній максимум, °C | 16,1           | 16,7           | 18,3           | 21,7           | 26,7           | 31,1           | 34,4           | 33,9           | 30,6           | 25,6           | 18,9           | 16,1           | 23,9           |
| Середній мінімум, °C  | 0,0            | 1,1            | 2,2            | 3,3            | 6,7            | 10,6           | 13,3           | 12,8           | 10,6           | 6,1            | 1,7            | 0,0            | 5,6            |
| Норма опадів, мм      | 38             | 43             | 41             | 13             | 5              | 0              | 3              | 3              | 10             | 8              | 15             | 28             | 203            |
| --------------------- | -------------- | -------------- | -------------- | -------------- | -------------- | -------------- | -------------- | -------------- | -------------- | -------------- | -------------- | -------------- | -------------- |
| Джерело: Weatherbase  |                |                |                |                |                |                |                |                |                |                |                |                |                |

## Демографія
Згідно з переписом 2010 року, у переписній місцевості мешкало 57 осіб у 20 домогосподарствах у складі 12 родин. Густота населення становила 48 осіб/км².  Було 30 помешкань (25/км²).
Расовий склад населення:
| - 70,2 % — білих - 3,5 % — корінних американців - 24,6 % — осіб інших рас |

До двох чи більше рас належало 1,8 %. Частка іспаномовних становила 70,2 % від усіх жителів.
За віковим діапазоном населення розподілялося таким чином: 24,6 % — особи молодші 18 років, 66,6 % — особи у віці 18—64 років, 8,8 % — особи у віці 65 років та старші. Медіана віку мешканця становила 34,2 року. На 100 осіб жіночої статі у переписній місцевості припадало 137,5 чоловіків;  на 100 жінок у віці від 18 років та старших — 152,9 чоловіків також старших 18 років.
Середній дохід на одне домашнє господарство  становив 32 400 доларів США (медіана — 27 159), а середній дохід на одну сім'ю — 34 527 доларів (медіана — 27 500). За межею бідності перебувало 62,6 % осіб, у тому числі 80,5 % дітей у віці до 18 років та 20,0 % осіб у віці 65 років та старших.
Цивільне працевлаштоване населення становило 23 особи. Основні галузі зайнятості: будівництво — 47,8 %, роздрібна торгівля — 30,4 %, сільське господарство, лісництво, риболовля — 17,4 %.